# Jean le Solitaire

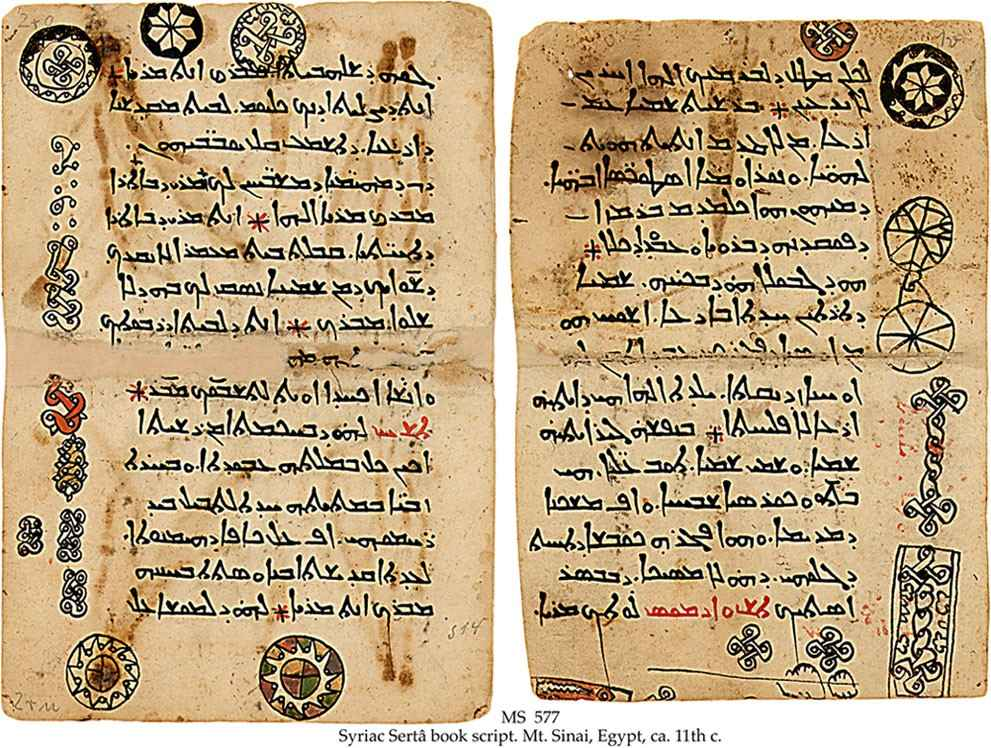
Manuscrit du XIe siècle, Monastère Sainte-Catherine du Sinaï en alphabet syriaque, style Serto.

Jean le Solitaire, dit aussi Jean d'Apamée, ou Johannes apamensis (en latin), est un théologien, ascète et auteur mystique syrien, de religion chrétienne, ayant vécu au Ve siècle.

## Identité
L'identité de cet auteur a fait l'objet de débats loin d'être clos. Rubens Duval avait proposé de l'identifier à Jean de Lycopolis (ou de Thèbes), un ascète égyptien du IVe siècle (mort vers 395), assimilation réfutée de manière décisive par le père Irénée Hausherr. À la fin du VIe siècle, Babaï le Grand, dans son commentaire des Centuries d'Évagre le Pontique, parle d'un « Jean le Solitaire du pays d'Apamée » en lui attribuant un passage d'une lettre qui a été conservée. D'autre part, il y a débat sur l'identification de Jean le Solitaire avec un « Jean d'Apamée » ou « Jean l'Égyptien » combattu comme hérésiarque par Philoxène de Mabboug. Autre incertitude : est-ce le « Jean d'Apamée » condamné en 790, en même temps que Jean de Dalyatha et Joseph Hazzaya par un synode de l'Église d'Orient présidé par le catholicos Timothée Ier ? L'hérésie de ce « Jean d'Apamée », à tendance apparemment gnostique, est décrite par Théodore bar Koni dans un passage de son Livre des scolies. Là non plus, le débat n'est pas tranché.
Le plus ancien manuscrit contenant des œuvres de « Jean le Solitaire » date de 581. Babaï le Grand parle de lui comme d'une autorité ancienne, sur le même plan qu'Évagre le Pontique et Théodore de Mopsueste. Irénée Hausherr et le théologien allemand Werner Strothmann sont d'accord pour le situer chronologiquement au Ve siècle. Ses textes montrent une très forte imprégnation de la culture grecque, et d'autre part d'importantes connaissances en médecine. Ils ont été transmis en syriaque, mais un autre point disputé est de savoir s'ils ont été rédigés originellement en grec ou en syriaque. Selon Werner Strothmann, sa christologie est monophysite, mais Babaï le Grand ne l'a semble-t-il pas remarqué.

## Œuvre
L'œuvre abondante de Jean le Solitaire est surtout formée de dialogues, de « discours » (ou « homélies », ou « traités »), de lettres, de commentaires de textes bibliques (notamment de L'Ecclésiaste). Elle est encore en grande partie inédite, dans des manuscrits. D'une façon générale, même si l'identité de l'auteur pose problème, l'unité de l'œuvre ne fait guère de doute.
La doctrine se caractérise notamment par une conception de l'« ascension spirituelle » en trois « degrés » :
- Le degré corporel, où l'homme vit en fonction du corps, soit pour le satisfaire en refusant toute ascèse, soit en se bornant à éviter les péchés extérieurs et visibles aux autres, la prière et les larmes étant provoquées par des inquiétudes purement humaines (souci des siens, épreuves de la vie, etc.), et la représentation de Dieu étant anthropomorphique ;
- Le degré psychique (de l'âme), où l'esprit de pénitence conduit à se détourner du monde et à pratiquer l'ascèse, portant d'abord sur des actes extérieurs (jeûnes, veilles, travail manuel, détachement de la famille et des biens terrestres...), ensuite sur la lutte contre les passions intérieures, ce qui suppose de mener une vie solitaire, mais les passions et les défauts (jalousie, suffisance, etc.) ne peuvent encore, dans cet ordre psychique, être déracinés (l'âme prenant le dessus sur le corps, mais restant tournée vers lui) ;
- Enfin, le degré spirituel, où on atteint une « pureté » (dakhyutha) d'ordre négatif qui est l'affranchissement des passions, mais aussi un état positif de « transparence », « limpidité » ou « sérénité » (shaphyutha) qui permet d'« acquérir la science des mystères de l'autre monde », état accompagné de larmes de joie et d'émerveillement devant la grandeur de Dieu, d'une prière devenue continuelle, et où on ne considère plus les hommes dans leur pauvre aspect d'ici-bas (avec leur péchés et leurs vices), mais dans leur gloire d'en-haut. À l'extrémité de ce degré spirituel, il est donné à quelques très rares élus d'entrer dès cette vie dans la « perfection » (mais ce ne peut être ici-bas qu'« en arrhes »), où il n'y a même plus de larmes, mais la joie pure, et où l'homme n'est plus un esclave auquel on impose une loi, mais un fils.

## Citations
Jean d'Apamée, auteur ascétique original, patient pédagogue, fut important pour l'histoire mystique syriaque.
La pauvre apparence du Serviteur
« Les saintes Écritures montrent clairement l'authentique révélation du Christ notre Seigneur. Elles ne nous donnent pas la confession de sa divinité sans y associer son humanité, ni ne nous laissent confesser son humanité sans sa divinité. Mais elles annoncent, enseignent et transmettent aux hommes l'unique personne du Fils unique de Dieu, dans l'exaltation et l'humiliation. »
« Le Fils unique de Dieu a vu que notre infirmité et notre mortalité nous empêchaient de percevoir sa venue divine, s'il venait à nous dans notre âme par le véritable chemin. Parce que nous n'étions pas tournés vers nous-mêmes pour recevoir de l'intérieur sa révélation, il fut contraint à cause de son immense bienveillance de se manifester lui-même dans la condition de notre servitude. »
« Frères, nous ne devons pas regarder le Christ de l'extérieur. Celui qui le regarde ainsi ne voit que sa pauvreté, non sa richesse, sa petitesse et non sa grandeur, il les voit avec les yeux, mais non avec la puissance, la gloire, l'honneur qu'il possède auprès de tous, avec tous et pour tous. »
« Sache encore ceci : sa pauvre apparence, c'est elle qui sauve même tous ceux dont le regard n'est tourné que vers l'extérieur. Ô richesse insondable du Christ ! »
Fou avec les fous
« Le Christ se révèle à tous les ordres selon leurs capacités, il se penche sur chacun pour l'élever. Il s'est manifesté comme médecin, il a été comme un frère, il a servi comme un esclave, parlé comme un maître, écouté comme un disciple, lutté comme un héros, succombé comme un vaincu, il a été vendu comme un esclave, il a été libéré comme un seigneur, il a admonesté comme un juge, il a été jugé comme un coupable. Il a supplié avec ceux qui prient, exauçant les demandes avec le Père, envoyé avec les envoyés, agneau offert avec les pécheurs, avec les prêtres Grand Prêtre qui pardonne, avec les morts mise à mort, avec Dieu ressuscitant les morts, avec les persécutés persécuté, avec Dieu vengeur des persécutés, avec les outragés outragé.
« Il va dans tous les genres de vie pour sauver chacun. Il brille dans toutes les beautés pour séduire tout homme, il parle dans toutes les promesses pour consoler tous les hommes, il sert dans toutes les circonstances pour sauver toutes les conditions de vie, il est en communion avec chacun pour faire participer chacun à son repos. »

## Éditions
- (de) Sven Dedering (éd.), Johannes von Lycopolis: Ein Dialog über die Seele und die Affekte des Menschen, Leipzig-Upsala-Haag, 1936 (texte syriaque ; traduction française : I. Hausherr (éd.), « Dialogue sur l'âme et les passions des hommes », Orientalia Christiana Analecta 120, Rome, 1939).
- (de) Lars Gotha Rignell (éd.), Briefe von Johannes dem Einsiedler, Lund, 1941 (trois lettres : une à Théodoulos, deux à Eutropios et Eusébios).
- (de) Lars Gotha Rignell (éd.), Drei Traktate von Johannes dem Einsiedler (Johannes von Apamea), Lund, 1960 (trois traités : un sur la solitude, deux sur le baptême).
- (de) Werner Strothmann (éd.), Johannes von Apamea, Patristische Texte und Studien, Berlin 1972 (introduction générale, texte critique et traduction allemande pour six Dialogues avec Thaumasios, une lettre de Jean à Thaumasios, une autre de Thaumasios à Jean, trois traités adressés à Thaumasios sur le mystère de l'économie du Christ ; nouvelle introduction et traduction française des mêmes textes par René Lavenant, coll. « Sources chrétiennes », no 311, Paris, 1984).
- (en) Sebastian P. Brock (éd.), « On Prayer », Journal of Theological Studies 30 (1979), p. 84-101.
- (en) Sebastian P. Brock (éd.), « Letter to Hesychius », in The Syriac Fathers on Prayer, 1987, p. 81-98.

## Articles connexes

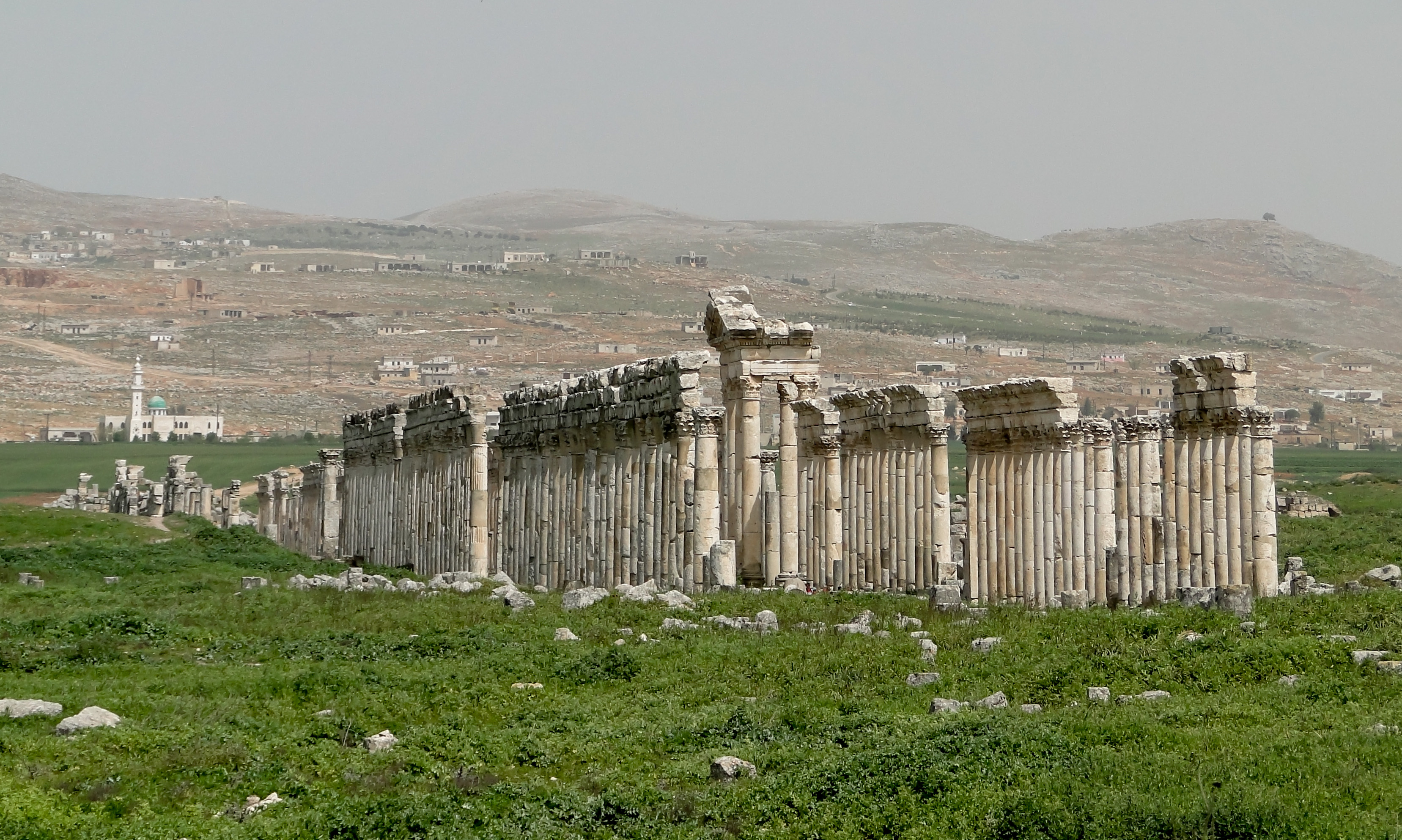
Site archéologique en Syrie, des colonnades d'Apamée.